# André Aucoc
 (juin 2025).
André Aucoc (1856-1911) est un  bijoutier, joaillier et orfèvre français, frère de Louis Aucoc de la maison Aucoc fondée en 1821.

## Honneurs et distinctions
André Aucoc reçoit une médaille d'or lors de l'exposition universelle de 1889 puis un grand prix lors de l'Exposition universelle de 1900. En 1900, il reçoit la Légion d'honneur.